# Antoine Marie François Hallé d'Amfreville

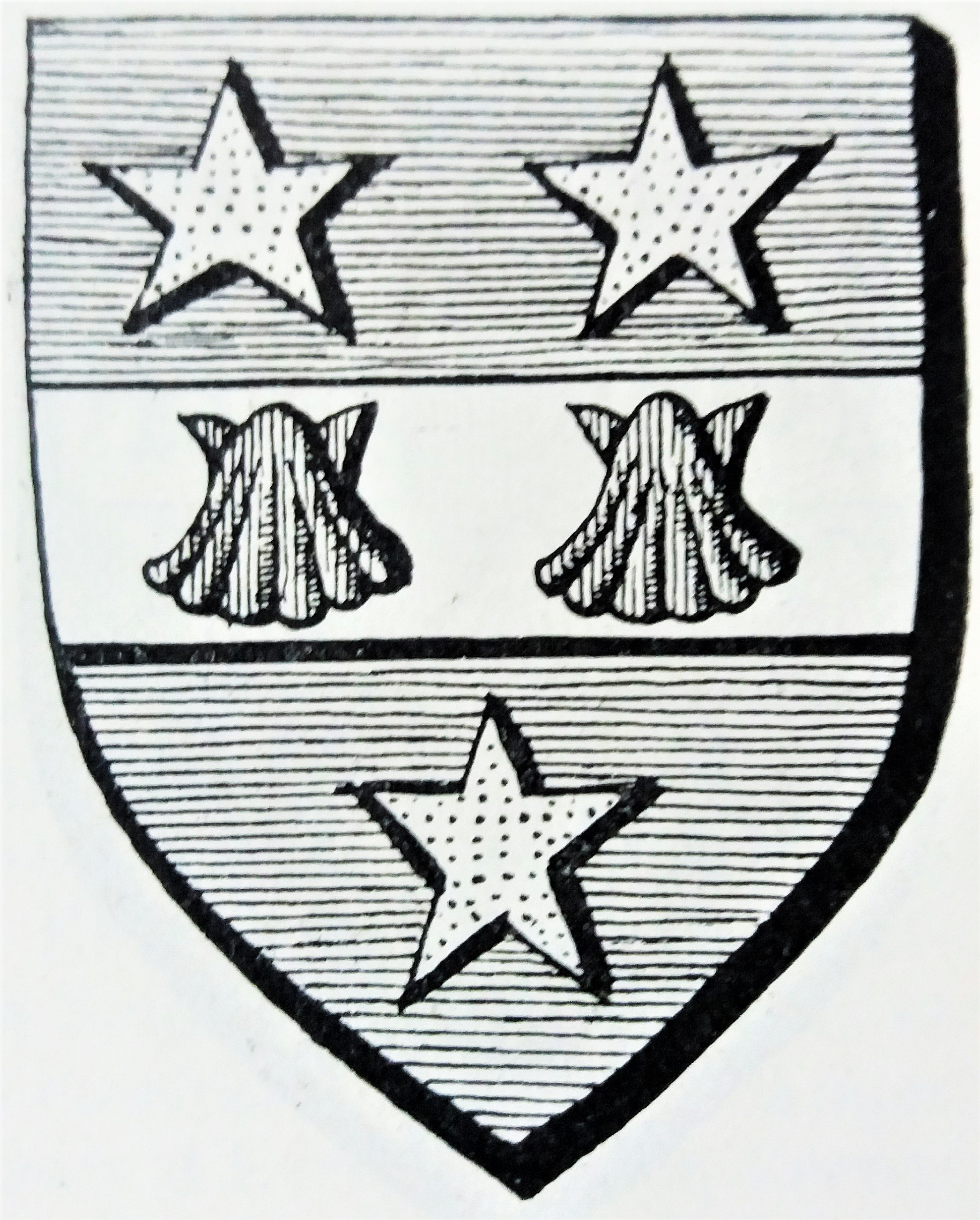
Ecu de la famille Hallé d'Amfreville (Abbé Delamare : Calendrier spirituel, p. 302).

Le chanoine Antoine Marie François Hallé d’Amfreville, né à Rouen le 20 septembre 1742 et mort à Évreux le 13 juillet 1794, est un homme d'Église français, victime de la Révolution française.

## Biographie

### Origine
Né le 20 septembre 1742 d'une famille noble "peu fortunée", originaire de Lisieux et portant d'azur, à la fasce d'argent, chargée de deux coquilles de gueules, accompagnée de trois étoiles d'or, 2 & 1, Antoine fut baptisé le même jour en l'église Sain-Godard à Rouen. Fils de Jean-Pierre Hallé d'Amfreville et de Henriette-Marguerite de Gaugy, il était de santé faible et de petite taille, paraissant même contrefait.

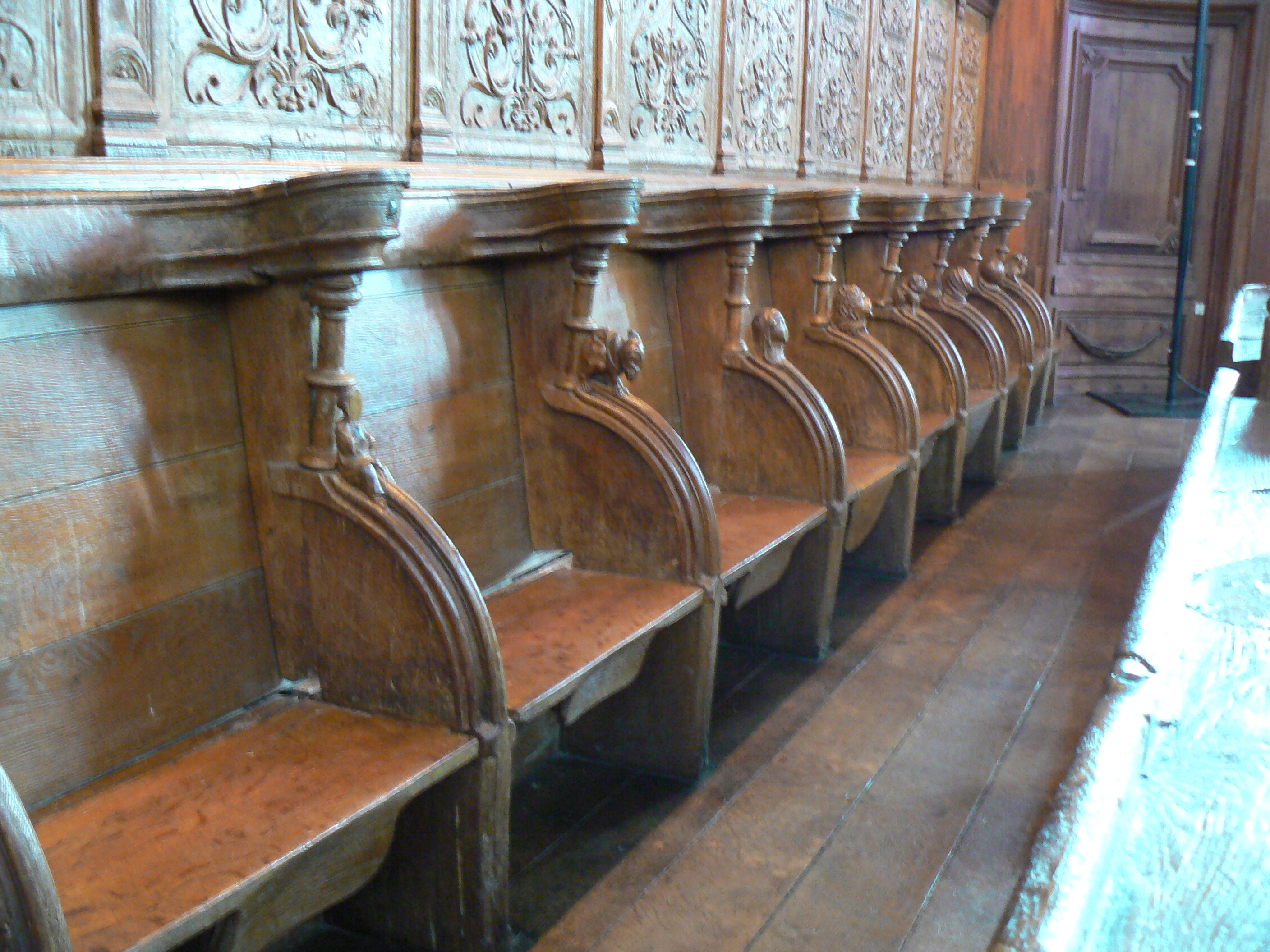
Stalles de la collégiale d'Écouis.

### Carrière
Entré dans les Ordres, ordonné prêtre et pourvu d'un canonicat en la collégiale Notre-Dame d’Écouis, Antoine acheta en 1784 une charge de conseiller-clerc au parlement de Normandie et devint syndic du clergé normand la même année. 

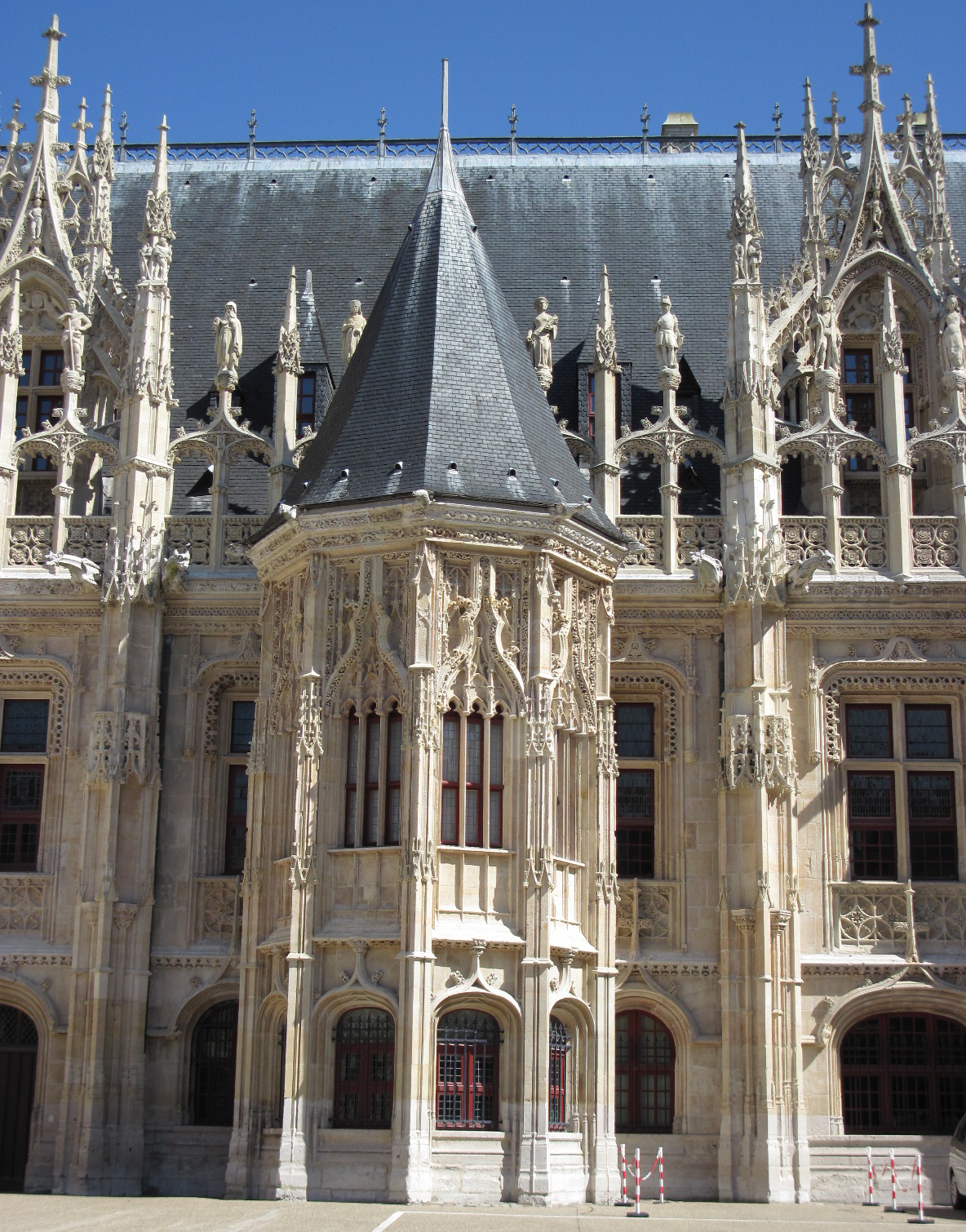
Parlement de Normandie à Rouen.

Le 6 novembre 1789, la Chambre des vacations du parlement de Normandie procéda à l'enregistrement du décret de l'Assemblée constituante du 3 novembre portant que les Parlements en vacances ne se réuniraient pas à la prochaine Saint-Martin. Elle déclara qu' "elle le faisait sans qualité ni liberté suffisantes, uniquement entraînée par la force des circonstances, pour ne pas augmenter par une juste résistance les troubles affreux qui déchiraient l'État, et pour donner au seigneur roi de nouvelles preuves de son inviolable amour."
Cette délibération fut cassée par le Grand Conseil, et le chanoine Hallé d'Amfreville participa avec les plus jeunes conseillers à la nouvelle Chambre des vacations qui siéga sous la présidence de M. de Bailleul jusqu'au 28 juillet 1790, lorsque les parlements furent supprimés.
Retiré à Écouis en 1790, il se vit privé de traitement et de logement en juillet 1792. Il se réfugia alors à Bosbénard-Commin chez M. de Bellemare, un parent, puis dut errer dans les environs de Pont-Audemer.

### Jugement, exécution
Le chanoine Antoine Hallé d'Amfreville fut arrêté à Campigny le 10 juillet 1794, et transféré le 12 à Évreux, où il fut incarcéré. Le registre d'écrou le nomme Duhallé. Il comparut devant le tribunal criminel révolutionnaire le 13 juillet, défendu par Ragot.

#### Extraits de son interrogatoire
D. En votre qualité de chanoine salarié par la République, vous étiez assujetti au serment prescrit par la loi du 15 août 1792 ; l'avez-vous prêté ?
R. J'ai été, à la vérité, salarié jusqu'au mois de juillet 1792 ; mais à dater de cette époque je n'ai plus reçu mon traitement, c'est un fait facile à vérifier par l'examen des registres.
D. Aviez-vous renoncé à votre traitement ?
R. Non.
D. Avez-vous concouru, comme conseiller clerc, aux arrêtés par lesquels la chambre des vacations de Rouen a cherché à s'élever contre la puissance nationale ?
R. Non ; je n'étais pas de la première chambre des vacations, qui est celle qui a pris les arrêtés.
D. Avez-vous fait liquider votre charge de conseiller ?
R. Non, j'ignore où sont les titres ainsi que mes lettres de prêtrise. J'ai égaré les uns et les autres. Si j'eusse pu les retrouver, je n'aurais pas négligé de me faire rembourser le prix de mon office.
D. Avez-vous des moyens d'existence ?
R. Je n'avais que mon canonicat et ma charge de conseiller. Je suis d'une famille peu fortunée.
Quand le président du tribunal demanda à Hallé d'Amfreville s'il n'avait plus rien à dire pour sa justification, le courage de l'accusé l'abandonna, et il essaya d'attendrir ceux qui tenaient sa vie entre leurs mains. 
"Je vous assure que je n'ai aucun émigré dans ma famille. Je n'ai eu nulle correspondance avec les émigrés et les ennemis de la République. Je n'ai fait aucune de mes fonctions de prêtre depuis que je suis parti d'Ecouis ; j'ai même assisté aux offices célébrés par les prêtres constitutionnels. Il y a environ un an, j'ai eu l'intention de prêter serment à la liberté et à l'égalité ; mais les délais étaient passés ... Est-ce pour cela que je meurs ? ..."

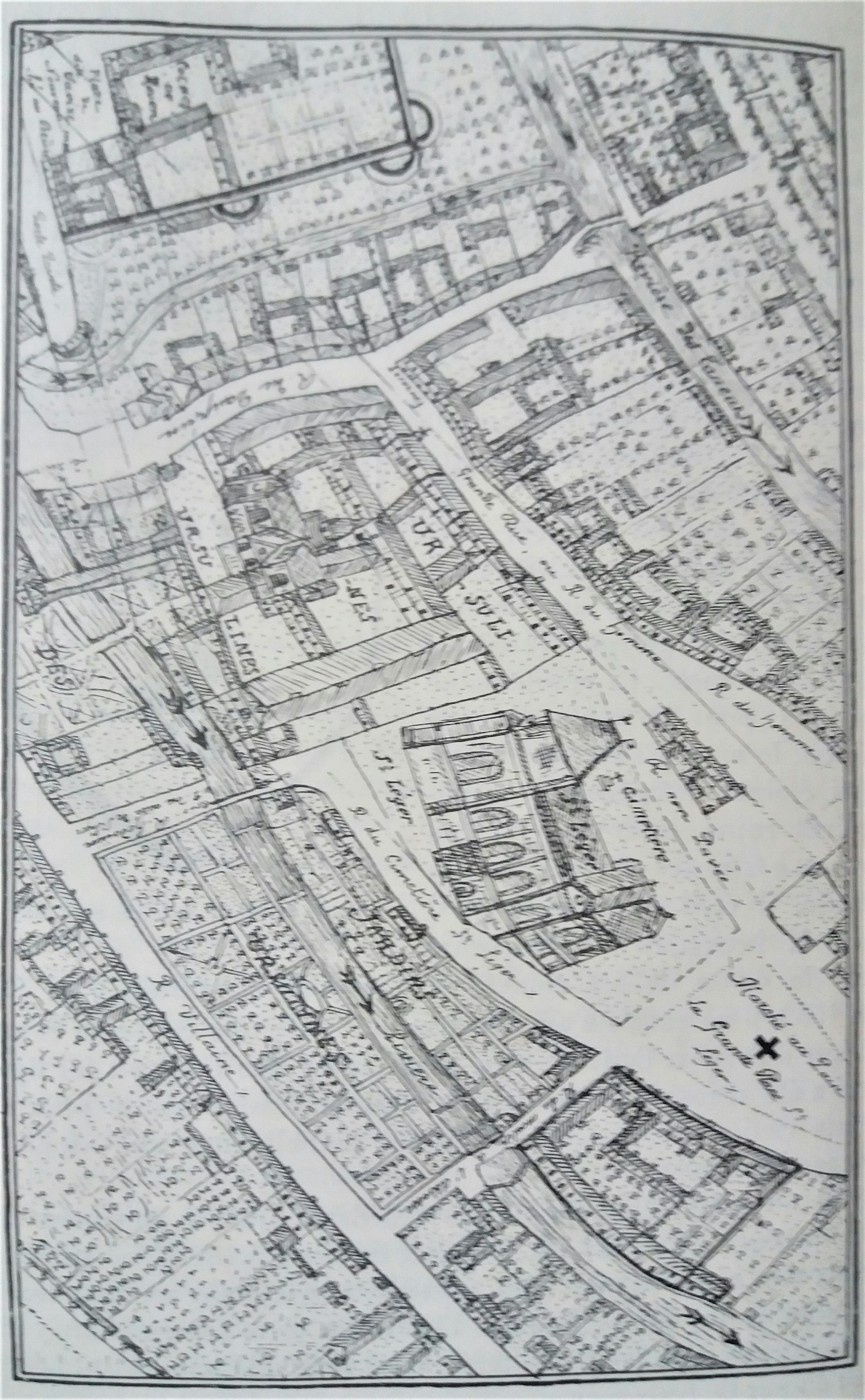
Grand-place Saint-Léger (marquée d'une croix) à Évreux, où le chanoine Antoine Hallé d'Amfreville consomma son martyre (abbé René Delamare, in Calendrier spirituel, p. 302).

#### Jugement de condamnation
"Considérant que Antoine-Marie-François Hallé, en sa qualité de prêtre salarié, n'a point prêté le serment dont la loi du 14 août 1792 lui imposait l'indispensable devoir ; que, sous ce rapport, il était dans le cas de la peine de la déportation prononcée par la loi des 21-22 avril 1793 ; qu'au mépris de cette dernière loi, ledit Hallé, tout à la fois prêtre, touchant traitement de la République, ex-noble, ex-conseiller au ci-devant parlement de Rouen, est resté sur le territoire de la République française ; que ledit Hallé n'a point satisfait à l'art. 14 de la loi du 30 vendémiaire qui enjoint à tous les prêtres dans le cas de la déportation de se rendre auprès de leurs départements respectifs, qui doivent prendre les mesures nécessaires pour leur arrestation et embarquement, ce qui nécessite contre ledit Hallé les peines de mort et de confiscation des biens ; considérant enfin que cet ex-conseiller au parlement de Rouen qui, dans l'espoir de la contre-révolution, n'a pas fait liquider la finance de la charge qu'il avait achetée pour juger le peuple, ne justifie pas de sa résidence dans l'empire français, ce qui établit contre lui le violent soupçon d'avoir émigré ou de s'être armé avec les brigands de la Vendée pour ressusciter tout à la fois le despotisme des rois, la tyrannie des parlements et l'infernale aristocratie ; déclare que le nommé Hallé est convaincu d'avoir été sujet à la déportation ; en conséquence, ordonne qu'il sera, dans les vingt-quatre heures, livré à l'exécuteur des arrêts criminels.",
Condamné à mort pour n'avoir ni émigré ni prêté serment à la Constitution civile du clergé, il fut exécuté le 13 juillet 1794 sur la grand-place Saint-Léger à Évreux. « La tradition rapporte qu’au moment suprême, il se tourna vers l’exécuteur, l’embrassa et lui fit accepter, en signe de pardon pour tous ceux qui avaient concouru à son fatal destin, l’anneau qu’il portait au doigt »,. Il fut "enterré immédiatement après dans le petit cimetière de l'église Saint-Léger". L'abbé Delamare précise que le curé René Vallée (exécuté en mai) et le chanoine Hallé d'Amfreville "furent, à Évreux, les seules victimes de la fureur révolutionnaire".